# Ла-Вакри
Ла-Вакри́ (фр. La Vacquerie) — коммуна во Франции, находится в регионе Нижняя Нормандия. Департамент коммуны — Кальвадос. Входит в состав кантона Комон-л’Эванте. Округ коммуны — Байё.
Код INSEE коммуны — 14722.

## Население
Население коммуны на 2010 год составляло 288 человек.
| 1962 | 1968 | 1975 | 1982 | 1990 | 1999 | 2010 |
| ---- | ---- | ---- | ---- | ---- | ---- | ---- |
| 349  | 324  | 275  | 265  | 300  | 298  | 288  |

## Экономика
В 2010 году среди 189 человек трудоспособного возраста (15—64 лет) 144 были экономически активными, 45 — неактивными (показатель активности — 76,2 %, в 1999 году было 65,8 %). Из 144 активных жителей работали 130 человек (73 мужчины и 57 женщин), безработных было 14 (4 мужчины и 10 женщин). Среди 45 неактивных 10 человек были учениками или студентами, 19 — пенсионерами, 16 были неактивными по другим причинам.